# Комарово (Сереховичевская сельская община)
Комарово (укр. Комарове) — село в Сереховичевской сельской общине Ковельского района Волынской области Украины.
До 2020 года входило в Старовыжевский район.
Код КОАТУУ — 0725085502. Население по переписи 2001 года составляет 251 человек. Почтовый индекс — 44433. Телефонный код — 3346. Занимает площадь 1,382 км².